# ایزژم
شهر ایزژم (به فرانسوی: Izegem) در شهرستان رئزلر در استان فلاندری غربی در منطقه فلاندری در کشور بلژیک واقع شده‌است.